# Jean Miotte
Pour les articles homonymes, voir Miotte (homonymie).
Jean Miotte, né le 8 septembre 1926 et mort le 1er mars 2016, est un peintre français contemporain mis en rapport avec l'abstraction lyrique.

## Biographie
Il passe son bac au lycée Hoche à Paris en 1944.
Après des études de mathématiques, il décide de se consacrer à la peinture. 
Il peint ses premières peintures d'après nature et compositions imaginatives en 1945 et, dès 1947, il commence à fréquenter les ateliers de Montparnasse ; les ateliers d'Othon Friesz, Ossip Zadkine.
Il expose pour la première fois au Salon des Réalités Nouvelles en 1953, salon auquel il participera ensuite tous les ans.
En 1957, la spontanéité lyrique (il est proche de l'abstraction lyrique) et l'écriture jaillissante prennent le pas sur ses recherches formelles, tout devient mouvement pour atteindre au signe dans la monochromie. Mais dès 1959, il fait un retour à la polychromie avec acquis dynamique.
À partir de 1962, il tend vers un graphisme plus descriptif, accentue les contrastes et élargit l'espace.
En 1961, il reçoit le grand prix de la Fondation Ford, ce qui donne droit à une bourse pour travailler aux États-Unis ; il part aux USA.
En 1975, il effectue un retour à une grande sobriété des couleurs, à une interférence rythmée des couleurs ou à une interférence rythmée des plans où le blanc domine.
En 1976, il adopte le gouache, le collage kraft et le papier journal (newsprint), à la suite du développement et du dénouement d'un ensemble de recherches.
En 1980, il est le premier peintre occidental invité pour une exposition dans la Chine de l’après Mao[réf. nécessaire]. Il y reçoit un accueil enthousiaste[réf. nécessaire].
La fondation Jean Miotte a été créée au Chelsea Art Museum de New York en 2002, avec une collection permanente de ses œuvres. Le Chelsea Art Museum a été fermé fin 2011,, le bâtiment ayant été acheté par Albanese Organization après dépôt de bilan en 2010.

## Expositions récentes
- 2000 : Museum am Ostwall, Dortmund, Allemagne
- Château de Prague, Prague, Czech Republic
- Museum Ludwig, Koblenz, Allemagne
- Aboa Vetus Ars Nova Museum, Turku, Finlande
- Museum for Contemporary Art, Villa Haiss, Zell a.H., Allemagne
- Château de St Aubin, Saint-Aubin, Suisse
- 2001 : Galerie Guy Pieters, Saint-Paul-de-Vence, France
- 2002 : Museum of Brno, Czech Republic
- 2003 : Chelsea Art Museum, New York, États-Unis
- Anthologie, Galerie Hélène Lamarque, Paris, France
- 2005 : Musée de la Fondation Cristóbal Gabarrón (es), Valladolid, Espagne
- Artrium, Genève, Suisse
- Bibliothèque nationale de Nice, Nice, France
- Chelsea Art Museum, New York, États-Unis
- 2009 : Rétrospective, Exposition Galerie Daniel Besseiche, Paris

[...]
- 2021 : galerie Diane de Polignac, Paris (3 juin - 3 juillet)[8]

Une liste plus complète de ses nombreuses expositions se trouve sur son site officiel.

## Collections publiques
Trente-cinq musées et institutions de par le monde possèdent une collection Miotte :
États-Unis
- Musée Solomon R. Guggenheim, New York
- Brandeis University, Rose Art Museum, Massachusetts
- Cooper–Hewitt, Smithsonian Design Museum, New York
- Museum of Modern Art, New York
- Ackland Art Museum (en), Chapel Hill, Caroline du Nord
- Chelsea Art Museum, New York

France
- Musée d'Art Moderne de Paris
- Ministère des Affaires Culturelles, Paris
- Bibliothèque nationale, Paris
- Fonds National d'Art Contemporain, Paris-La Défense
- Musée Sandelin, Saint-Omer
- Musée d'Art contemporain, Dunkerque
- Musée de l'Estampe de Roquebrune-Cap Martin
- Musée Bertrand, Châteauroux
- Musée de France de Berck-sur Mer
- Fondation Prouvost, Marcq-en-Baroeul
- Fondation d'Art Contemporain, C.N.I.T., Paris-La Défense
- Opéra Bastille, Paris

Allemagne
- Museum Ludwig, Cologne
- Kupferstichkabinett (SMPK), Berlin
- Galerie nationale d'art moderne, Munich
- Musée de la Sarre, Moderne Galerie, Saarbrücken
- Museum am Ostwall, Dortmund
- Bibliothèque d'État et universitaire d'Hambourg (de), Hamburg

Espagne
- Musée d'art contemporain de Villafamés (es), Villafamés
- Musée de la Fondation Cristóbal Gabarrón (es), Castellón de la Plana, Valladolid

Pays-Bas
- Musée de Maassluis, Maassluis

Denmark
- Fondation Ny Carlsberg, Copenhagen

Monaco
- Croix-Rouge monégasque, Monte-Carlo

Liban
- Musée Sursock, Beirut

Brésil
- Musée d'art moderne, Rio de Janeiro

Mexique
- Centre Culturel de Cuauhtémoc, place des Trois Cultures, Cuauhtémoc

Singapour
- Musée national de Singapour, Singapour

Bangladesh
- Musée national du Bangladesh, Dhaka

Taiwan
- Musée national des beaux-arts de Taïwan, Taichung